# Hellinsia pondero
Hellinsia pondero – gatunek motyla z rodziny piórolotkowatych.

## Taksonomia
Gatunek ten opisany został po raz pierwszy w 2016 roku przez Ceesa Gielisa na łamach „Boletín de la Sociedad Entomológica Aragonesa”. Jako lokalizację typową wskazano Reserva Serra Bonita w Camacan w brazylijskim stanie Bahia.

## Morfologia
Motyl osiągający od 19 do 23 mm rozpiętości skrzydeł. Głowę ma jasnoszarobrązową z ochrowobiałą okolicą międzyczułkową oraz krótko orzęsionymi białawymi z łuskami szarobiałymi i bladoszarobrązowymi czułkami. Sterczące głaszczki wargowe są bladoochrowobiałe z ochrowobrązowymi bokami ostatniego członu. Jasnoochrowy tułów ma bladoszarobrązowy kołnierz i bladoochrowe tegule. Skrzydło przednie powcinane jest do ⅔ długości. Ubarwienie wierzchu ma bladoochrowe z brązowymi znakami, spodu jasnobrązowe z nakrapianiem, a strzępiny jasnoochrowe z szarymi maźnięciami. Skrzydło tylne jest bladoszaroochrowe z wierzchu, jasnobrązowe od spodu, bladoszaroochrowe na strzępinach i opatrzone rdzawymi łuskami na żyłkach. Jasnoochrowy odwłok ma trzy jasnobrązowe linie podłużne na grzbietowej stronie. 
Samiec ma niesymetrycznie zbudowane walwy – lewa jest owalna i zaopatrzona w prosty i długi kolec sakularny przekraczający ⅔ jej długości, prawa natomiast jest lancetowata i ma wyrostek sakularny w formie zesklerotyzowanej listwy z hakowatym guzkiem. Poza tym jego genitalia cechują się dwupłatowym tegumenem, zakrzywionym unkusem długości tegoż, krótką i szeroką jukstą z dwoma niesymetrycznymi ramionami anellusa, wąskim i łukowato wygiętym winkulum oraz łagodnie zakrzywionym i ostro zakończonym edeagusem.
Genitalia samicy mają kolikulum o długości dwukrotnie większej od szerokości wykrojonego ostium, zaopatrzone w parę małych sklerytów podłużnych. Torebka kopulacyjna jest stopniowo ku części pęcherzowatej rozszerzona, o tak długim jak kolikulum przewodzie. Przewód nasienny jest smukły, dłuższy od torebki. Płytki postwaginalnej brak, natomiast dość szeroka płytka antewaginalna jest łukowata. Przydatki przednie nie występują, natomiast przydatki tylne osiągają dwukrotność długości warg pokładełka.

## Ekologia i występowanie
Owad neotropikalny, endemiczny dla Brazylii, znany tylko z miejsca typowego. Spotykany na rzędnych 800 m n.p.m. Osobniki dorosłe latają w marcu.